# Кампоротондо (Потенца)
Кампоротондо (итал. Camporotondo) је насеље у Италији у округу Потенца, региону Базиликата.
Према процени из 2011. у насељу је живело 42 становника. Насеље се налази на надморској висини од 175 м.